# Adam Mayfair
Adam Mayfair è un personaggio della serie televisiva Desperate Housewives.

## Il personaggio
Adam è il secondo marito di Katherine, e patrigno di Dylan, quest'ultima lo considera la sua unica figura paterna. Fa il ginecologo di professione, è un uomo tranquillo che cerca sempre di non arrecare disturbo, questa parte del suo carattere spesso gli fa assumere il ruolo di voce della ragione per Katherine. Sa essere perspicace, non è indifferente al fascino femminile, infatti non è un uomo particolarmente fedele. Vuole bene a Katherine e Dylan, e farebbe qualunque cosa per proteggerle.
Per tutta la quarta stagione della serie ha vissuto al N° 4356 di Wisteria Lane.

## Antefatti
Esercitava la professione di ginecologo a Chicago, dopo aver conosciuto Katherine, ed essersene innamorato, la sposa e si prende carico sia di lei che di Dylan, la figlia della donna avuta dal suo primo marito. Una paziente di Adam, Sylvia, che lo accusa di averla sedotta e abbandonata, gli fa causa, Adam e Katherine perdono quasi tutti i loro soldi e l'uomo non riesce più a trovare lavoro in città, motivo che spinge la famiglia a trasferirsi.

## Quarta stagione
Adam segue la famiglia nel trasloco da Chicago nel primo episodio della quarta stagione, attirando immediatamente la curiosità dei vicini, soprattutto di Susan, che conosceva Katherine prima che lasciasse Wisteria Lane. Sempre nel primo episodio, Adam visita Susan, annunciandole una gravidanza inaspettata.
Contemporaneamente, Adam nutre dei forti sospetti sulla gravidanza simulata da Bree, e i suoi sospetti vengono confermati quando Bree chiede il suo aiuto per far partorire Danielle durante la notte di Halloween. Adam promette di mantenere il segreto, ma ne approfitta per ricattare Orson e ottenere degli antidolorifici per Mike, il quale lo aveva ricattato a sua volta dopo averlo visto parlare con Sylvia (che è tornata da lui dicendo di amarlo ancora).

Durante l'episodio Quando s'alza il vento, parlando con Bree, Sylvia sostiene di aver avuto una relazione con Adam e di averlo denunciato per vendicarsi dopo essere stata lasciata. Quando il tornado colpisce Wisteria Lane, Katherine e Adam si trovano in casa di Bree e Orson, e i quattro si chiudono in una stanza, nella speranza che Sylvia se ne vada. Durante una discussione, Bree rivela che Sylvia aveva visto un tatuaggio sulla spalla di Adam, ma sostiene che non sia la verità in quanto aveva visto Adam in piscina e non aveva notato alcun tatuaggio. Ma Katherine spiega che il marito se l'era fatto a Chicago e in seguito aveva deciso di cancellarlo. Di conseguenza, ciò che ha detto Sylvia è la verità.
Al termine del tornado, Sylvia viene ritrovata morta, ma Katherine decide comunque di cacciare Adam di casa. Mentre sta per andarsene, tuttavia, l'uomo nota il biglietto lasciato cadere da Lillian Simms sotto il letto poco prima di morire, e apprende la verità sul passato di Dylan. Nonostante tutto, accetta di aiutare Katherine e, quando Dylan va a trovarlo nel motel nel quale alloggia, le nasconde la verità.
Adam non appare negli episodi successivi a Domenica, ma ritorna nel penultimo episodio. Sembra disposto a riappacificarsi con Katherine e a lasciare Wisteria Lane assieme a lei e a Dylan, dato che Wayne Davis, l'ex marito di Katherine, è tornato per minacciarla. I tre decidono di partire al termine del concerto di Dylan, ma quella sera Adam viene aggredito nel parcheggio da Wayne, che lo sequestra e lo picchia brutalmente per scoprire dove si è nascosta Katherine. Adam si finge morto e, non appena Wayne se n'è andato, riesce a raggiungere Wisteria Lane proprio mentre si sta svolgendo il matrimonio fra Bob e Lee.
All'insaputa del vicinato, Wayne è entrato in casa di Katherine e ha preso sia lei che Bree in ostaggio. Adam entra in casa e viene nuovamente aggredito da Wayne, che però stavolta ha la peggio. Nel corso della colluttazione, riesce a disarmare Wayne ma rimane ferito da un colpo di pistola allo stomaco. Bree lo porta in cucina a medicarsi e nel frattempo Katherine, in preda al panico, uccide Wayne sparandogli. Bree e Adam accettano di coprirla, facendo passare l'azione per un atto di legittima difesa.
Nonostante ciò, Adam non compare nel finale ambientato cinque anni dopo, facendo presagire una definitiva rottura fra lui e Katherine, cosa che viene confermata dalla sua assenza nella quinta stagione.

## Apparizioni successive
Adam ricomparirà nel sedicesimo episodio dell'ottava stagione, in uno dei flashback apparsi prima della morte di Mike Delfino; il ricordo in questione è il momento in cui Adam annunciò a Susan della sua gravidanza.

## Curiosità
- Adam è l'unico tra i secondi mariti delle protagoniste che viene lasciato definitivamente dopo il divorzio, oltre a Orson Hodge.
- Nonostante abbiano divorziato, Katherine stranamente ha conservato il cognome di Adam, Mayfair